# Нарготронд
Нарготронд е измислено място в света на Средната земя, описана в произведения на английския писател Джон Роналд Руел Толкин.

## Описание
Нарготронд е крепост, построена от Финрод Фелагунг - подземен град, издълбан в брега на река Нарог в Белерианд. Името ѝ е вариант на Нарог-Ост-Ронд (на Синдарин: „Великата подземна крепост на река Нарог“).
Кралството Нарготронд се състои от крепостта и земите на север от нея, наричани Талат Дирнен, или Охраняваната равнина.
В началото на Първата епоха Финрод, вдъхновен от Менегрот в Дориат, основава Нарготронд в Пещерите на Нарог, под гористите хълмове на Таур-ен-Фарот на западния бряг на Нарог. Дотогавашните жители на огромната пещерна система, Ноегит нгибин, или Дребните джуджета, са прогонени оттам от хората на Финрод, или още преди това от близките Сиви елфи.
Други джуджета, каменоделци от Еред Луин, помагат на Нолдорите да разширят и оформят пещерите в отлично укрепена скрита крепост. По начало до нея е можело да се достигне само по тесен път покрай течението на реката; по-късно е построен мост през реката, който води до портите ѝ.